# Богнеча вас
Богнеча вас (словен. Bogneča vas) је насељено место у општини Мокроног–Требелно, регија Југоисточне Словеније, Словенија .

## Историја
До територијалне реорганизације у Словенији била је у саставу старе општине Требње.

## Становништво
У попису становништва из 2011. године, Богнеча вас је имала 80 становника.
| Број становника према пописима | Број становника према пописима | Број становника према пописима |
| ------------------------------ | ------------------------------ | ------------------------------ |
| 1991                           | 2002                           | 2011                           |
| 72                             | 76                             | 80                             |